# Municipio Tacacoma
Das Municipio Tacacoma liegt im Departamento La Paz im südamerikanischen Anden-Staat Bolivien.

## Lage im Nahraum
Das Municipio Tacacoma ist eines von acht Municipios der Provinz Larecaja und liegt im nordwestlichen Teil der Provinz. Es grenzt im Norden an die Provinz Bautista Saavedra, im Westen an die Provinz Muñecas, im Südwesten an das Municipio Quiabaya, im Süden und Südosten an das Municipio Sorata und im Nordosten an das Municipio Mapiri.
Das Municipio weist von Nordosten nach Südwesten eine Länge von 55 Kilometern auf, von Nordwesten nach Südosten eine Breite von etwa 20 Kilometern. Das Municipio hat 100 Ortschaften (localidades), zentraler Ort des Municipio ist Tacacoma mit 794 Einwohnern (Volkszählung 2012) im südwestlichen Teil des Landkreises.

## Geographie
Das Municipio Tacacoma liegt in der Hochgebirgskette der Cordillera Real an den nördlichen Ausläufern des Illampú-Massivs.
Die mittlere Durchschnittstemperatur der Region liegt bei 18 °C (siehe Klimadiagramm Sorata), der Jahresniederschlag beträgt etwas mehr als 600 mm. Die Region weist ein ausgeprägtes Tageszeitenklima auf, die Monatsdurchschnittstemperaturen schwanken nur unwesentlich zwischen gut 15 °C im Juni/Juli und gut 19 °C im November/Dezember. Die Monatsniederschläge liegen zwischen unter 25 mm in den Monaten Mai bis August und 100 bis 125 mm von Dezember bis Februar.

## Bevölkerung
Die Einwohnerzahl des Municipio Tacacoma ist zwischen 1992 und 2024 um knapp die Hälfte angestiegen:
| Jahr | Einwohner | Quelle       |
| ---- | --------- | ------------ |
| 1992 | 6881      | Volkszählung |
| 2001 | 6269      | Volkszählung |
| 2012 | 8013      | Volkszählung |
| 2024 | 9705      | Volkszählung |

Das Municipio hatte bei der letzten Volkszählung von 2024 eine Bevölkerungsdichte von 11,6 Einwohnern/km², die Lebenserwartung der Neugeborenen im Jahr 2001 lag bei 63,1 Jahren, die Säuglingssterblichkeit war von 7,7 Prozent (1992) auf 6,0 Prozent im Jahr 2001 gesunken, der Alphabetisierungsgrad bei den über 6-Jährigen betrug 77,5 Prozent.
63,4 Prozent der Bevölkerung sprechen Spanisch, 76,3 Prozent sprechen Aymara, und 10,7 Prozent Quechua. (2001)
75,9 Prozent der Bevölkerung haben keinen Zugang zu Elektrizität, 87,4 Prozent leben ohne sanitäre Einrichtung (2001).
61,4 Prozent der 1.920 Haushalte besitzen ein Radio, 8,7 Prozent einen Fernseher, 7,8 Prozent ein Fahrrad, 1,4 Prozent ein Motorrad, 2,0 Prozent ein Auto, 3,0 Prozent einen Kühlschrank, 0,2 Prozent ein Telefon. (2001)

## Politik
Ergebnis der Regionalwahlen (concejales del municipio) vom 4. April 2010:
| Wahl- berechtigte |  | Wahl- beteiligung | gültige Stimmen |  | MAS-IPSP | M.P.S. | UN     |
| ----------------- |  | ----------------- | --------------- |  | -------- | ------ | ------ |
| 2.792             |  | 2.362             | 1.639           |  | 870      | 405    | 364    |
|                   |  | 84,6 %            | 69,4 %          |  | 53,1 %   | 24,7 % | 22,2 % |

Ergebnis der Regionalwahlen (elecciones de autoridades políticas) vom 7. März 2021:
| Wahl- berechtigte |  | Wahl- beteiligung | gültige Stimmen |  | J.A.LLALLA.L.P. | MAS-IPSP | PBCSP  | MTS    | SOL.BO | PAN-BOL | PDC    |
| ----------------- |  | ----------------- | --------------- |  | --------------- | -------- | ------ | ------ | ------ | ------- | ------ |
| 3.503             |  | 3.059             | 2.565           |  | 1.414           | 898      | 84     | 39     | 23     | 21      | 19     |
|                   |  | 87,33 %           | 83,85 %         |  | 55,13 %         | 35,01 %  | 3,27 % | 1,52 % | 0,90 % | 0,82 %  | 0,74 % |

## Gliederung
Das Municipio untergliederte sich bei der letzten Volkszählung von 2012 in die folgenden fünf Kantone (cantones):
- 02-0603-01 Kanton Tacacoma – 15 Gemeinden – 1.953 Einwohner
- 02-0603-02 Kanton Consata – 43 Gemeinden – 2.942 Einwohner
- 02-0603-03 Kanton Chumisa – 11 Gemeinden – 1.931 Einwohner
- 02-0603-04 Kanton Ananea – 4 Gemeinden – 560 Einwohner
- 02-0603-05 Kanton Collabamba – 3 Gemeinden – 627 Einwohner

## Ortschaften im Municipio Tacacoma
- Kanton Tacacoma
  - Tacacoma 794 Einw.

- Kanton Consata
  - Union Limitada Incachaca 426 Einw. – Conzata 273 Einw.

- Kanton Chumisa
  - Chumisa 549 Einw.

- Kanton Ananea
  - Ananea 340 Einw.

- Kanton Collabamba
  - Pallayunga 282 Einw. – Collabamba 206 Einw.